# Edward Walter Maunder
Edward Walter Maunder (12 de Abril de 1851 — 21 de Março de 1928) foi um astrônomo inglês. Seu estudo das manchas solares e do ciclo magnético solar levou à identificação do período de 1645 a 1715, que agora é conhecido como Mínimo de Maunder.

## Observações solares
Parte do trabalho de Maunder no Observatório envolvia fotografar e medir manchas solares e, ao fazê-lo, ele observou que as latitudes solares nas quais as manchas solares ocorrem variam de maneira regular ao longo do ciclo de 11 anos. Depois de 1891, ele foi auxiliado em seu trabalho por sua esposa Annie Maunder. Em 1904, ele publicou seus resultados na forma do diagrama de "borboleta".
Depois de estudar o trabalho de Gustav Spörer, que examinou registros antigos dos arquivos de diferentes observatórios em busca de mudanças na latitude heliográfica das manchas solares, Maunder apresentou um artigo sobre as conclusões de Spörer à Royal Astronomical Society em 1890 e analisou as resultados mostram a presença de um mínimo prolongado de manchas solares no século XVII-18 em um artigo publicado em 1894. O período, reconhecido inicialmente por Spörer, agora leva o nome de mínimo de Maunder.
Ele viajou extensivamente para observações indo para lugares como as Índias Ocidentais, Lapônia, Índia, Argel, Maurício. Sua última expedição de eclipse foi a Labrador para o eclipse solar de 30 de agosto de 1905, a convite do governo canadense.

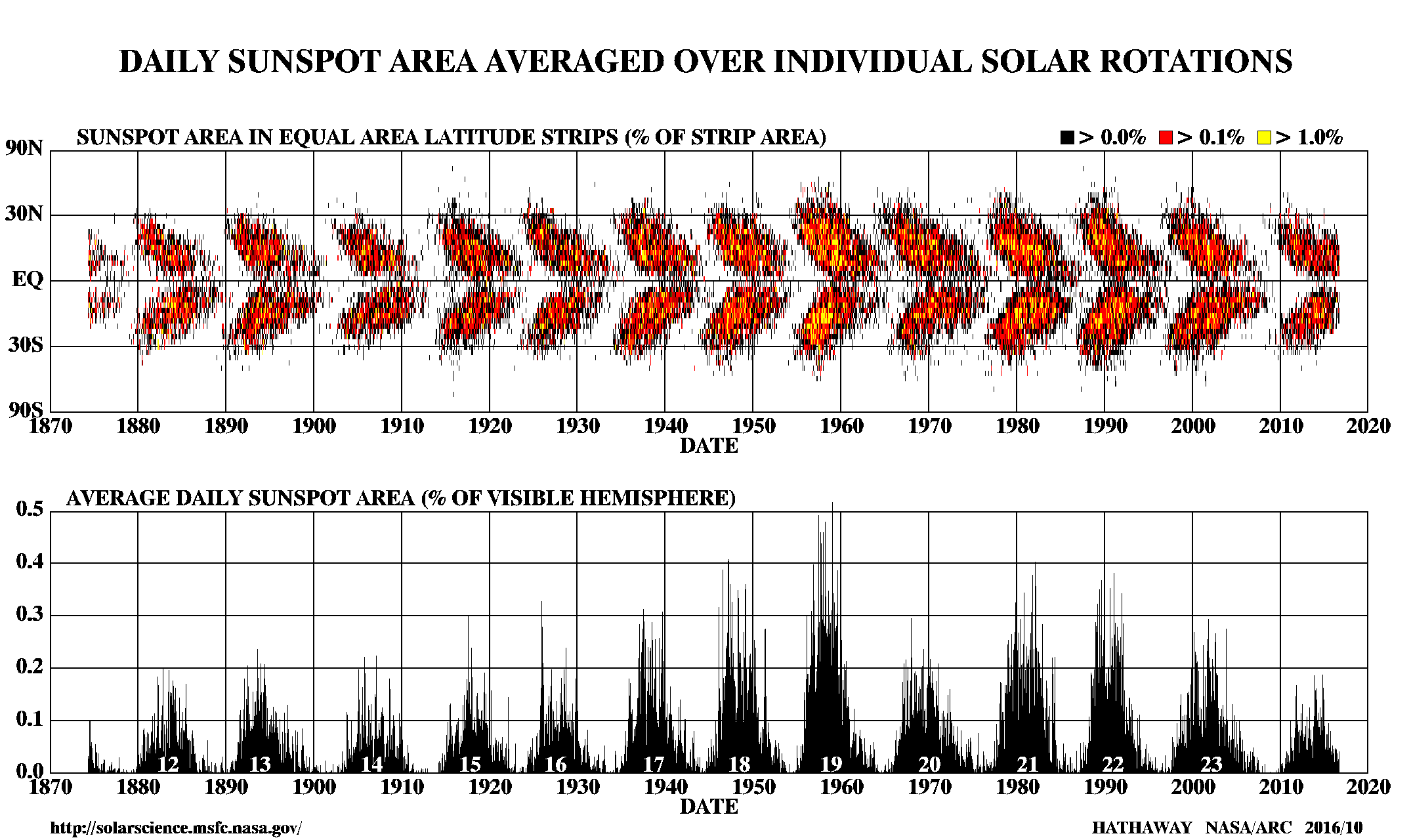
Uma versão moderna do "diagrama de borboleta" das manchas solares de Mauders. (Esta versão do grupo solar da NASA Marshall Space Flight Center.)

## Outras observações astronômicas

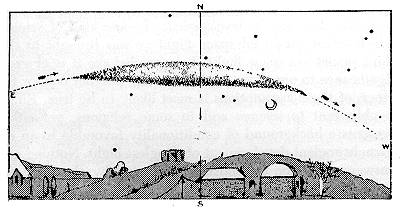
Fenômeno estranho em 17 de novembro de 1882, observado e descrito por Maunder em The Observatory, junho de 1883 (pp. 192-193) e abril de 1916 (pp. 213-215), que ele chamou de "raio auroral" e "um estranho visitante celestial". "Desenho do astrônomo e especialista em auroras John Rand Capron, Observatório Guildown, Surrey, Reino Unido, que também o observou. Da Philosophical Magazine, maio de 1883.

Em 1882 Maunder (e alguns outros astrônomos europeus) observaram o que ele chamou de "feixe auroral"; ainda sem explicação, tinha alguma semelhança na aparência com uma nuvem noctilucente ou um arco tangente superior. No entanto, Maunder escreveu que o fenômeno se moveu rapidamente de horizonte a horizonte, o que descartaria uma nuvem noctilucente ou arco tangente superior. Além disso, o arco tangente superior não pode ocorrer durante a noite quando a observação foi feita. Desde que ele fez sua observação durante uma atividade auroral altamente intensa, ele assumiu que era algum fenômeno auroral extraordinário, embora ele nunca tivesse observado novamente antes ou depois.
Ele observou Marte e era cético quanto à noção de canais marcianos. Ele realizou experimentos visuais usando discos circulares marcados que o levaram a concluir, corretamente, que a visualização de canais surgiu como uma ilusão de ótica. Ele também estava convencido de que não pode haver vida "como em nosso mundo" em Marte, pois não há ventos que igualam a temperatura e temperaturas médias muito baixas. Crateras em Marte e na Lua foram nomeadas em sua homenagem e de sua esposa Annie.

## Criação daBritish Astronomical Association
Em 1890, Maunder foi uma força motriz na fundação da British Astronomical Association. Embora fosse membro da Royal Astronomical Society desde 1875, Maunder queria uma associação de astrônomos aberta a todas as pessoas interessadas em astronomia, de todas as classes da sociedade, e especialmente aberta às mulheres.
Maunder foi o primeiro editor do Journal of the BAA, um escritório mais tarde ocupado por sua esposa Annie Maunder. Ele também foi diretor da Seção de Marte 1892-1893, da Seção de Cores das Estrelas 1900-1901, Presidente 1894-1896 e, finalmente, diretor da Seção Solar 1910-1925. Seu irmão mais velho, Thomas Frid Maunder (1841-1935), foi cofundador e secretário da Associação por 38 anos.

## Publicações
- Maunder, E. Walter (1899). The Indian Eclipse, 1898: Report of the Expeditions Organized by the British Astronomical Association ... Londres: Hazel, Watson, and Viney, Ld. Consultado em 17 de abril de 2008
- Maunder, E. Walter (1900). The Royal Observatory, Greenwich—Publicação original: Londres: The Religious Tract Society[7]
- Maunder, E. Walter (1904). Astronomy without a Telescope. London: W. Thacker and Co. Consultado em 17 de abril de 2008. maunder edward.
- Maunder, E. W. (1904). «Note on the Distribution of Sun-Spots in Heliographic Latitude, 1874–1902». Monthly Notices of the Royal Astronomical Society. 64 (8): 747–761. Bibcode:1904MNRAS..64..747M. doi:10.1093/mnras/64.8.747
- Maunder, E. (1908). Astronomy of the Bible: An Elementary Commentary on the Astronomical References of Holy Scripture. Nova York: Mitchell Kennerley (reimpresso em 2007)[8]
- Maunder, A. e E. (1910). The Heavens and their Story. Londres: Charles H. Kelly
- Maunder, E. Walter (1912). The Science of the Stars. Londres: T.C. and E.C. Jack
- Maunder, E. Walter (1913). Are the Planets Inhabited?. Nova York: Harper and Brothers. Consultado em 17 de abril de 2008